# 10201 Korado
10201 Korado (1997 NL6) là một tiểu hành tinh vành đai chính. Nó được đặt theo tên nhà thiên văn học Croatia Korado Korlević, ông đã phát hiện ra nó ngày 12 tháng 7 năm 1997 ở đài thiên văn Farra d'Isonzo tại Ý.